# 法律行為
法律行為（法語：acte juridique）是以行為人之意思表示為要素，並以發生私法上法律效果為目的，進而向外表達的一種行為。例如：買賣、租賃、贈與等行為。需要注意，法律行為並不是有法律效果的事實行為（德語：Rechtshandlung），而是因法律規定而視為行為的意思表示。
按法學的一般、基礎理論，即法理學觀點，從各部門法學相關研究的概括和抽象所提出之上位概念：法律行為是社會主體所實施的、能夠發生法律上效力、產生一定法律效果的行為，包括合法行為與違法行為。基本特點是社會性與法律性：社會性係指法律行為具社會意義，法律性係指法律行為必須由法律規範予以調整。

## 法律行为的基本特征
社会性
社会性是指法律行为能够产生社会效果，造成社会影响，具有交互性。

法律性
法律性是指法律行为由法律规定、受法律调整、能够发生法律效力或者产生法律效果。

意志性
法律行为是人所实施的行为，自然受人的意志的支配和控制，反映了人们对一定的社会价值的认同、一定的利益和行为结果的追求以及一定的活动方式的选择。

## 法律行為應具備的要件
若一個法律行為能夠在法律上完全地發生當事人所想要產生的效果，則必須具備該法律行為所應具備的成立要件與生效要件。前者通常指的是當事人須有權利能力、標的與意思表示三者。而生效要件通常指的是當事人須具備行為能力、標的須合法、可能、確定、妥適，意思表示必須沒有瑕疪。當然，不同的法律行為尚有相應各別的特殊成立要件與生效要件。

## 分類
- 以意思表示個數區分：單獨行為（單方行為）、契約行為（雙方行為）、共同行為。
- 以法律行為所生效力區分：債權行為（負擔行為）、物權行為（處分行為）。
- 以法律行為的內容區分：財產行為、身分行為。